# MSCI 월드
MSCI 월드는 MSCI가 발표하는 전세계 선진국 지수이다. MSCI 선진국 지수라고도 불린다.

## 설명
전세계 기관 투자가와 전문 투자자는 대부분 블룸버그 터미널이라는 소프트웨어를 사용해 주식거래를 한다. 1년 사용료가 5천만원이다. 블룸버그 터미널을 개발한 마이클 블룸버그는 미국의 경제 수도인 뉴욕시장을 지냈으며, 미국 대선 후보로도 거론되었다.
한국에서는 증권회사가 독자적으로 HTS 소프트웨어를 개발해 무료로 고객들에게 배포하지만, 전세계 증권회사와 부자들은 1년에 5천만원이나 구독료를 내야 하는 블룸버그 터미널 소프트웨어로 주식거래를 하며, 이 소프트웨어에 각종 데이터를 제공하려면 블룸버그사의 허가를 받아야만 가능하다.
MSCI 선진국 지수는 블룸버그 터미널에서 매우 중요시하는 데이터다. 그런데, 한국은 빠져 있다. 그리고 편입이 되더라도, 바로 주식을 살 수 있어야 하는데, 한국 정부는 별도의 서류 양식으로 외국인 투자자로 등록을 해야만 주식거래를 할 수 있게 차단해 놓았다. 결국 전세계 증권회사와 부자들은 블룸버그 터미널 소프트웨어로 주식거래를 하는데, 한국 주식을 매매할 수가 없다.
물론 다른 주식거래 소프트웨어도 많지만, 전세계 인터넷 주식거래 소프트웨어 1위인 블룸버그 터미널을 1년에 5천만원이나 내고 쓰는데, 다른 유료의 2위 3위 소프트웨어를 공부하고 사용법이나 노하우를 숙련하고 동시에 소프트웨어를 구동할 지는, 의문이다.

## 대한민국
2017년 한국을 방문한 헨리 페르난데즈 MSCI 회장은 한국 증시의 MSCI 선진국 지수 편입을 위한 선결조건으로 '역외 원화거래'를 요구했다. "선진국 지수에 편입되는 것이 한국 금융 시장의 발전을 상징하는 중요한 성취가 될 것"이라며 "전 세계 투자자금 11조달러 가운데 85%는 MSCI 선진국시장 지수를 추종하기 때문에 신흥시장보다는 선진국시장지수가 더 매력적"이라고 말했다.
MSCI는 "글로벌 펀드 운용사들이 역외 원화거래에 불편함을 호소하고 있다"며 영업시간이 24시간이 아닌 국내 은행들을 거치지 않고, 24시간 자유롭게 환전할 수 있는 역외 원화시장 개설을 요구했다. 하지만 임종룡 금융위원회 위원장은  "소규모 개방경제 체제로 수출입 비중이 높은 한국 경제 특성상 역외 원화거래 허용은 외환시장의 안정성을 해칠 수 있다"면서 반대했다.
또 외국인에 대한 투자등록 제도를 폐지해 달라는 요구에, 시장이 교란될 것을 우려해 반대했다. 또 MSCI의 코스피지수 사용권도 요구했다. 역시 한국 정부는 반대했다.

## 선진국 목록
MSCI 월드 인덱스에는 23개국이 포함되어 있다.
| - 호주 - 오스트리아 - 벨기에 - 캐나다 - 덴마크 - 핀란드 - 프랑스 - 독일 | - 홍콩 - 아일랜드 - 이스라엘 - 이탈리아 - 일본 - 네덜란드 - 뉴질랜드 - 노르웨이 | - 포르투갈 - 싱가포르 - 스페인 - 스웨덴 - 스위스 - 영국 - 미국 |  |

## 같이 보기
- 상장지수 펀드
- 주가 지수